# La Palomera (el Bruc)
La Palomera és una muntanya de 851 metres en la cara sud de la muntanya de Montserrat. Es troba al municipi del Bruc, a la comarca de l'Anoia.